# Ceptura de Jos, Prahova
Ceptura de Jos este satul de reședință al comunei Ceptura din județul Prahova, Muntenia, România.